# Henry Stafford, 2:e hertig av Buckingham

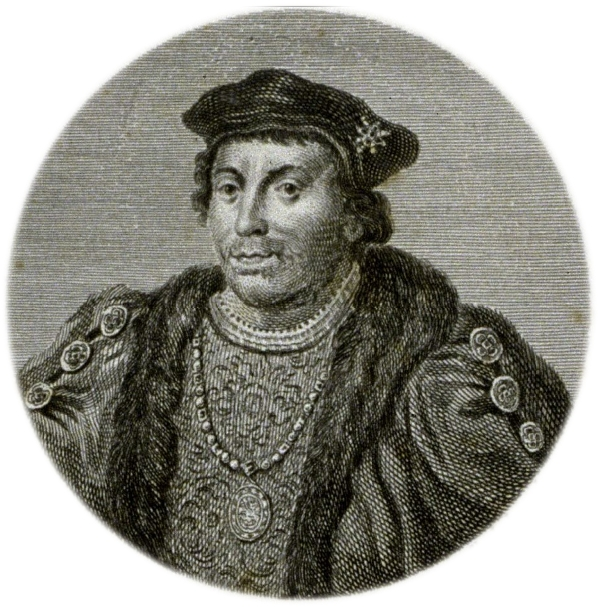
Henry Stafford, 2:e hertig av Buckingham.

Henry Stafford, 2:e hertig av Buckingham, född 4 september 1454, död 2 november 1483, var en engelsk ädling.
Buckingham spelade en viktig roll i Rikard III:s uppgång och fall. Han är också en av de huvudmisstänkta för prinsarna i Towerns försvinnande (och antagna mordet på dem), Buckingham var släkt med den kungliga familjen på många sätt, men hans släktband var alla genom döttrar till yngre söner. Hans chanser att ärva tronen tycktes avlägsna, men konflikterna mellan ättlingarna till Edvard III av England och inom husen Lancaster och York gjorde att Buckingham hamnade inom räckhåll för kronan. Somliga historiker menar att hans avsiktliga konspirerande för att kunna gripa kronan började så tidigt som under Edvard IV:s regeringstid, och om de har rätt var det nära att hans långsiktiga och utstuderade plan lyckades.

## Uppväxt och begynnande karriär
Henry Stafford föddes 1454 under Henrik VI:s regeringstid. Buckingham var son till Humphrey, earl Stafford och Margareta Beaufort, och hans farfar var Humphrey Stafford, hertig av Buckingham, barnbarn till Thomas av Woodstock, Edvard III:s yngste son.. Fyra av Buckingams kusiner och sysslingar blev kungar av England och en av hans sysslingar blev drottning. Han var kusin till Edvard IV och Rikard III, syssling till Henrik VII och drottning Anne Neville. 
Hans far Humphrey, earl Stafford dödades i Första slaget vid St Albans 1455 där han stred på Huset Lancasters sida, då Henrik var ett spädbarn, och hans farfar, hertigen av Buckingham, en annan ledande lancastrare, dödades fem år senare, 1460.
1465, då han var elva år gammal, blev han hertig av Buckingham. Den nye hertigen blev skyddsling hos drottning Elizabeth Woodville, Edvard IV av England. Ett år senare gifte han sig med drottningens syster Catherine Woodville (född omkring 1458). Buckingham förlät aldrig Elizabeth för att hon tvingade honom att gifta sig, och han avskydde sin hustru och alla de andra i släkten Woodwille. 
Då Edvard IV avled 1483, och Woodvilles kämpade mot Edwards bror Rikard, hertig av Gloucester, över förmyndarskapet över den unge Edvard V, tog Buckingham Rikards parti. Parlamentet förklarade Edvard V illegitim och erbjöd Rikard tronen, som han accepterade och blev Rikard III. Efter att ha först stått bakom Rikard, började Buckingham efterhand att samarbeta med John Morton, biskop av Ely, på Buckinghams syssling Henrik Tudors sida, mot kungen, trots att det var på samma sida som hans ingifta Woodvillesläktingar.

## Rikard III:s regeringstid
Då Henrik Tudor försökte invadera England och ta tronen från Rikard i oktober 1483, samlade Buckingham en armé i Wales och tågade österut för att stötta Henrik. Med en kombination av tur och skicklighet lyckades Rikard kväsa upproret: Henriks skepp råkade ut för en storm och tvingades återvända till Bretagne och Buckinghams armé hade också problem med samma oväder och deserterade då de mötte Rikards armé. Buckingham försökte fly, men fångades in efter att Rikard satt ett pris på hans huvud, och dömdes för förräderi och halshöggs i Salisbury 2 november. Efter Buckinghams avrättning gifte sig hans änka Catherine med Jasper Tudor.

## Bohunegendomarna
Buckinghams motiv till dessa händelser är omdiskuterade. Hans motvilja mot Edvard IV och dennes barn berodde troligtvis på två faktorer. En var hans avsky gentemot deras gemensamma Woodville-släktingar, vilka Edvard favoriserade i hög grad. Den andra var hans intressen i Bohunegendomarna. Buckingham hade ärvt en stor del av godset från Eleanor de Bohun, hustru till Thomas av Woodstock och dotter till earlen av Hereford, Essex och Northampton. 
Eleanors yngre syster och medarvtagerska Marie de Bohun gifte sig med Henrik Bolingbroke, som senare blev Henrik IV, och hennes del av Bohunegendomarna blev införlivade i Huset Lancasters egendomar, och ärvdes senare av Henrik VI. Då Henrik avsattes av Edvard IV, drog Edvard in den delen som kronans egendom, under Huset York. 
Buckingham hävdade att denna mark skulle ha gått till honom istället och att det var troligt att Rikard III hade lovat honom egendomarna i gengäld för att han hjälpt Rikard att gripa makten. Efter Rikards kröning gav han Bohunegendomarna till Buckingham, med villkoret att det skulle godkännas av parlamentet. Historikerna är oense om det var ett sätt för Rikard att verka hålla sitt löfte, men samtidigt bryta det, men detta kan ha varit ett skäl till att Buckingham vände sig emot Rikard.